# Сан-Франсиску
Сан-Франсиску (порт. Rio São Francisco букв. река Св. Франциска) — река в Южной Америке, в том числе крупнейшая река Северо-восточного региона. Пересекает Бразильское плоскогорье и полосу засушливых саванн каатинга, для населения которых она является единственным крупным источником пресной воды круглый год. Длина реки — 2830 км, площадь бассейна около 641 тыс. км². На реке в середине XX века сооружён каскад ГЭС, используется для экстремального туризма (байдарки, каноэ).

## Гидрография
Сан-Франсиску берёт начало в горном массиве Серра-да-Канастра в средней, наиболее возвышенной части Бразильского плоскогорья, в верховьях имеет бурный, порожистый, типично горный характер. В среднем течении река течёт в широкой долине тектонического происхождения параллельно берегу Атлантического океана. После города Кабробо река резко поворачивает на юго-восток и сквозь прибрежные хребты прорывается к Атлантическому океану, образуя многочисленные пороги и водопады Паулу-Афонсу, достигающие в высоту 81 м. Для реки характерны резкие колебания расхода, так как большая часть её бассейна располагается в засушливой области с бурными летними ливнями, из-за чего в паводковый период уровень воды повышается на 6—7 м. В зимнее время наступает засуха и зимняя межень. Средний расход воды у города Барра составляет 3000 м³/с. Река судоходна в период дождей от места слияния с рекой Вельяс (город Пирапора) до города Жуазейру вплоть от водопадов Паулу-Афонсу, а затем после них до устья. Падение реки на расстоянии 130 км составляет 280 м. В настоящее время сток урегулирован строительством трёх водохранилищ: Трес-Мариас (1961 год), Собрадинью и Итапарика. Две мощные ГЭС построены выше водопада Паулу-Афонсу. Средний расход воды около 3300 м³/с. Строительство водохранилищ значительно удлинило судоходный путь, который теперь прерывается только у водопада. В районе Паулу-Афонсу расположен также и одноимённый национальный парк; популярен экологический туризм.

## Особенности
- Хотя 75 % стока реки образуется на территории штата Минас-Жерайс, лишь 37 % площади бассейна реки приходится на этот штат.
- При этом на среднее течение реки в тектонической долине приходится 45 % площади бассейна и лишь 20 стока
- на реке имеется два участка навигации: верхний — между Пирапоа и Жуазейру (1371 км) и нижний (после водопадов до устья): 208 км.

## Физические данные
- Средний уклон русла: 8,8 см/км
- Средний расход воды: 2,943 м³/с
- Средняя скорость течения: 0,8 м/с (между Пирапоа и Жуазейру).

## История
Река открыта португальцами в 1522 году. Позднее французами и голландцами, которые делали неудачные попытки поселиться на побережье в районе устья реки. Бассейн реки окончательно вошёл в состав колониальной Бразилии (Португалия), а затем в состав республики Бразилия. В нижнем течении русло реки служит естественной границей между штатами Алагоас и Сержипи.